# Керемуле
Керемуле (итал. Cheremule) је насеље у Италији у округу Сасари, региону Сардинија.
Према процени из 2011. у насељу је живело 455 становника. Насеље се налази на надморској висини од 537 м.

## Становништво
| 1936. | 1951. | 1961. | 1971. | 1981. | 1991. | 2001. | 2011. |
| ----- | ----- | ----- | ----- | ----- | ----- | ----- | ----- |
| 922   | 849   | 752   | 596   | 580   | 558   | 527   | 455   |